# 荣玛乡 (谢通门县)
荣玛乡（藏語：རུང་མ་），是中华人民共和国西藏自治区日喀则市谢通门县下辖的一个乡镇级行政单位。

## 行政区划
荣玛乡下辖以下地区：
龙夏村、吾坚村、荣玛村、初村、雄村和东嘎村。